# Harriet Harman
Harriet Ruth Harman (ur. 30 lipca 1950 w Londynie) – brytyjska prawniczka i polityk. Tymczasowa lider Partii Pracy i lider opozycji Zjednoczonego Królestwa.
Urodziła się przy Harley Street. Jest córką psychiatry Johna Bishopa Harmana i prawniczki Anny Spicer, córki pilota RAF-u Malcolma Spicera. Wykształcenie odebrała w St Paul’s Girls’ School oraz na Uniwersytecie w Yorku. Jest prawniczką z prestiżowym tytułem zawodowym radcy królowej (Queen’s Counsel). Zaczynała karierę reprezentując przed sądami jedną z organizacji pozarządowych zajmujących się obroną praw obywatelskich. W 1982 r. została wybrana do Izby Gmin w okręgu Peckham, a już dwa lata później stała się główną rzeczniczką parlamentarną Partii Pracy ds. ubezpieczeń społecznych, a następnie (w 1987) zdrowia. Od 1992 r. zasiadała w gabinecie cieni, gdzie najpierw była naczelnym sekretarzem skarbu, a potem ministrem zdrowia.
Po zwycięstwie wyborczym labourzystów w 1997 r. (podczas których startowała z nowo utworzonego okręgu Camberwell and Peckham) stanęła na czele resortu zabezpieczenia socjalnego. Znalazła się jednak pod ostrzałem krytyki ze strony części partyjnych kolegów i mediów, które uważały ją za przykład partyjnego aparatczyka wysłanego na wysokie stanowisko bez wystarczającego przygotowania. Ostatecznie straciła stanowisko w 1998 r. i znalazła poza partyjną elitą. Po wyborach w 2001 r. odbudowała nieco swoją pozycję i, jako pierwsza kobieta w historii, objęła urząd Radcy Generalnego Anglii i Walii.
Po kolejnych wyborach, w 2005 r., została ministrem stanu w departamencie spraw konstytucyjnych odpowiedzialnym za reformy konstytucyjne i procedurę sądową. W tym czasie uzyskała tytuł radcy królowej. 9 maja 2007 r. ministerstwo spraw konstytucyjnych zmieniło nazwę na ministerstwo sprawiedliwości, ale Harman pozostała na swoim dotychczasowym stanowisku.
Po ogłoszeniu przez Tony’ego Blaira zamiaru podania się do dymisji, co było sygnałem do zmiany warty na szczytach Partii Pracy, zapowiedziała ubieganie się o stanowisko wiceprzewodniczącego u boku Gordona Browna. Jej kontrkandydatami byli Hilary Benn, Hazel Blears, Jon Cruddas, Peter Hain i Alan Johnson. W pierwszych czterech turach głosowania zajmowała drugie miejsca, najpierw po Cruddasie, potem po Johnsonie. Ostatecznie jednak wygrała piątą turę głosowań niewielką przewagą nad Johnsonem (50,43% głosów wobec 49,56%). 24 czerwca Harman została oficjalnie wiceprzewodniczącym Partii Pracy.
28 czerwca otrzymała od nowego premiera dwa stanowiska rządowe: przewodniczącej Izby Gmin i lorda tajnej pieczęci. Harman była ponadto ministrem ds. równości i ministra ds. kobiet. Po ustąpieniu Browna z funkcji premiera i szefa partii 11 maja 2010 Harman została tymczasowym liderem Partii Pracy i liderem Opozycji, przestała pełnić te funkcje 25 września 2010.
Po wyborach w 2015 r., gdy Ed Miliband zrezygnował z funkcji lidera Partii Pracy i Lidera Opozycji, została ona pełniącą obowiązki lidera Partii Pracy i Lidera Opozycji.
Jej mężem był Jack Dromey.